# Claude François Beaulieu
Claude François Beaulieu (1754—1827) var en fransk skribent.